# Francesco Panetta
Francesco Panetta (Siderno, 10 januari 1963) is een voormalig Italiaans middellange- en langeafstandsloper. Hij was gespecialiseerd in de 3000 m steeplechase. Hij werd wereldkampioen, Europees kampioen en meervoudig Italiaans kampioen in deze discipline.

## Biografie
Hij won in 1987 op het WK atletiek in Rome goud op de 3000 meter steeplechase. Op het EK in 1990 in Split won hij wederom een gouden medaille, vier jaar eerder won hij op het EK zilver.
Panetta sterkste onderdeel is eigenlijk de 10.000 m, maar in zijn tijd waren er drie sterkere Italiaanse langeafstandslopers (onder wie Alberto Cova), zodat hij zich op de steeplechase specialiseerde.
Panetta liep verscheidene Italiaanse records in zijn sportcarrière, waaronder de 3000 m en de 10.000 m. In 1987 liep hij de steeplechase in 8.08,57 minuten.
Op 20 september 1986 won hij de Greifenseelauf (19,5 km) in 58.46.

## Titels
- Wereldkampioen 3000 m steeplechase - 1987
- Europees kampioen 3000 m steeplechase - 1990
- Italiaans kampioen 3000 m steeplechase - 1985, 1988
- Italiaans kampioen veldlopen - 1987, 1988, 1989, 1990, 1991, 1992
- Italiaans kampioen 5000 m - 1988
- Italiaans kampioen 10.000 m - 1986

## Persoonlijke records
| Onderdeel           | Prestatie | Datum            | Plaats   |
| ------------------- | --------- | ---------------- | -------- |
| 1500 m              | 3.39,88   | 1 januari 1987   |          |
| 3000 m              | 7.46,48   | 6 juli 1994      | Lausanne |
| 5000 m              | 13.06,76  | 4 augustus 1993  | Zürich   |
| 10.000 m            | 27.24,16  | 29 juni 1989     | Helsinki |
| 3000 m steeplechase | 8.08,57   | 5 september 1987 | Rome     |

## Palmares

### 3000 m steeplechase
- 1986:  EK - 8.16,85
- 1987:  WK - 8.08,57
- 1987:  Europacup - 8.13,47
- 1988: 9e OS - 8.17,79
- 1990:  EK - 8.12,66
- 1991: 8e WK - 8.26,79

### 3000 m
- 1981: 5e ITA-URS-ESP-GRE Meeting in Rome - 8.20,43
- 1987:  Trofeo Industria in Padova - 7.53,27
- 1987:  Cagliari Meeting - 7.42,73
- 1989:  Palio della Quercia in Rovereto - 7.50,54
- 1990:  Trofeo Marzola in Trento - 7.56,74
- 1993:  Palio della Quercia in Rovereto - 7.48,47

### 5000 m
- 1982: 5e Meeting Universitario in Turijn - 13.46,99
- 1982:  Palio della Quercia in Rovereto - 13.42,54
- 1984: 4e Meeting Internazionale dell'Amicizia in Pisa - 13.35,32
- 1985: 5e Italiaanse kamp. - 13.42,00
- 1986: 5e Rieti Meeting - 13.57,99
- 1987:  Pasqua dell'Atleta in Milaan - 13.42,66
- 1987:  Oslo Games - 13.30,28
- 1988:  Formia Meeting - 13.35,3
- 1988:  Italiaanse kamp. - 13.37,43
- 1989: 4e Golden Gala in Pescara - 13.30,74
- 1990: 4e Rieti - 13.17,71
- 1994: 5e Gran Premio Disputacion Provincial Sevilla - 13.40,15

### 10.000 m
- 1984: 9e in series OS - 29.00,78
- 1985: 5e DN Galan - 27.44,65
- 1986:  Italiaanse kamp. - 28.00,20
- 1987:  DN Galan - 27.26,95
- 1987:  WK - 27.48,98
- 1988:  BNP de Paris - 27.52,90
- 1988:  Memorial van Damme - 27.33,14
- 1989:  World Games in Helsinki - 27.24,16
- 1989:  Europacup A in Gateshead - 28.27,02
- 1989:  ISTAF - 28.06,71
- 1990:  Memorial van Damme - 28.10,73
- 1991:  Europacup in Frankfurt - 28.03,10
- 1992:  Memorial van Damme - 27.45,46
- 1993:  Europacup in Rome - 28.13,99
- 1993: 6e WK - 28.27,05
- 1994:  Europacup in Birmingham - 28.38,45

### 10 km
- 1986:  San Silvestro Boclassic in Bolzano - 29.25,8
- 1987:  Quartu Corre in Quartu Sant' Elena - 29.39,5
- 1989:  Quartu Corre in Quartu Sant' Elena - 29.31
- 1989:  San Silvestro Boclassic in Bolzano - 28.30,1
- 1990:  Quartu Corre in Quartu Sant' Elena - 29.07
- 1990: 4e Bolzano - 28.50
- 1991:  Bolzano Road Race - 28.37
- 1997:  Giro Città di Arco - 28.18
- 1998:  Corsa Stelle in Verbania - 29.01
- 1998:  Trofeo Avis in Lagonegro - 29.15

### halve marathon
- 1987:  halve marathon van Monza - 1:01.48
- 1988:  halve marathon van Milaan - 1:02.51
- 1989:  halve marathon van Milaan - 1:01.53
- 1990: 4e halve marathon van Milaan - 1:02.11
- 1992:  halve marathon van Ostia - 1:02.31
- 1992: 14e WK in South Shields - 1:01.55
- 1996:  halve marathon van Bologna - 1:03.46
- 1996:  halve marathon van Verona - 1:04.31
- 1997:  halve marathon van Verona - 1:05.09

### marathon
- 1996: 14e marathon van Turijn - 2:15.15

### veldlopen
- 1981: 9e WK veldlopen (junioren) - 22.31,00
- 1982: 6e WK veldlopen (junioren) - 23.08,4
- 1983: 69e WK veldlopen (lange afstand) - 38.37
- 1984: 10e WK veldlopen (lange afstand) - 33.54
- 1985: 36e WK veldlopen (lange afstand)
- 1987:  Italiaanse kamp. in Turijn - 32.03,8
- 1987:  Europese crosscup - 31.04
- 1987: 13e WK veldlopen (lange afstand) - 37.12
- 1988:  Italiaanse kamp. in Rome - 35.41
- 1988:  Europese crosscup - 32.03
- 1988: 52e WK veldlopen (lange afstand) - 36.57
- 1989:  Italiaanse kamp. in Varese - 35.59
- 1989: 12e WK veldlopen (lange afstand) - 40.51
- 1990:  Italiaanse kamp. in Treviso - 35.14
- 1991:  Italiaanse kamp. in Ferrara - 36.41
- 1992:  Italian kamp. in Napels - 33.41
- 1992:  Italiaanse kamp. in Camaiore - 35.53
- 1994:  Italiaanse kamp. in Rome - 36.55
- 1994: 50e WK in Boedapest - 36.20
- 1996: 75e WK in Stellenbosch - 36.34

1983 Patriz Ilg ·
1987 Francesco Panetta ·
1991 Moses Kiptanui ·
1993 Moses Kiptanui ·
1995 Moses Kiptanui ·
1997 Wilson Boit Kipketer ·
1999 Christopher Koskei ·
2001 Reuben Kosgei ·
2003 Saif Saaeed Shaheen ·
2005 Saif Saaeed Shaheen ·
2007 Brimin Kipruto ·
2009 Ezekiel Kemboi ·
2011 Ezekiel Kemboi ·
2013 Ezekiel Kemboi ·
2015 Ezekiel Kemboi ·
2017 Conseslus Kipruto ·
2019 Conseslus Kipruto ·
2022 Soufiane El Bakkali ·
2023 Soufiane El Bakkali